# خانات میمنه

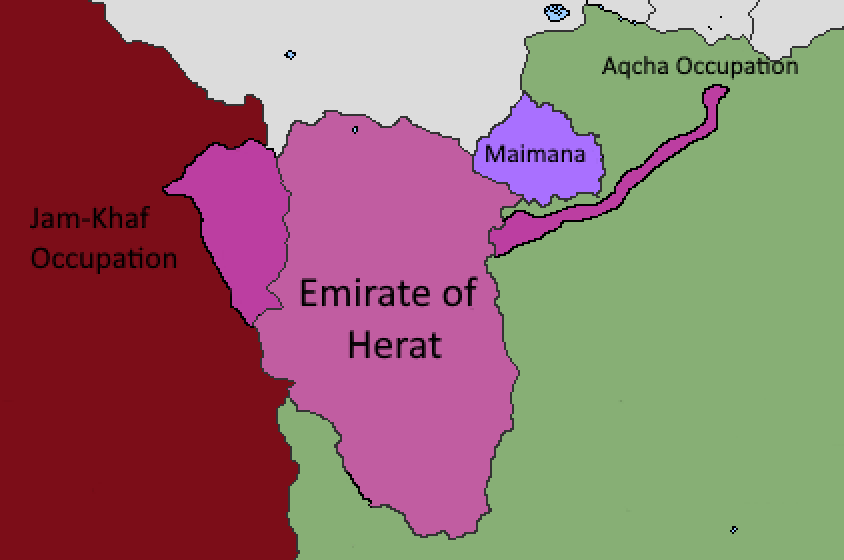
نقشه میمنه در ۱۸۴۸

خانات میمنه (به ازبکی: میمنه خانليغى) یا چهار ولایت یک خان‌نشین ازبک‌تبار در شمال افغانستان در اطراف شهر میمنه بود. این خانات در سال ۱۷۴۷ با مرگ نادرشاه تأسیس شد. مینگ‌ها از سال ۱۶۲۱ خان میمنه بودند. حاجی بی مینگ نخستین حاکم مستقل خانات بود. پس از مرگ احمدخان در سال ۱۸۱۴، سرپل از خانات جدا شد. در دههٔ ۱۸۳۰ سرپل ناحیهٔ گرزیوان را از میمنه گرفت. قبایل ایماق مرغاب نیز در سال ۱۸۴۵ از میمنه جدا شدند. میمنه در سال‌های ۱۸۴۷ و ۱۸۵۰ در برابر حمله‌های امارت هرات مقاومت کرد. در سال ۱۸۷۵ خانات علیه امارت افغانستان شورش کردند اما درهم شکستند و شهر غارت شد. در سال ۱۸۹۲ سرانجام خانات به افغانستان ضمیمه شد.